# José María Rodríguez Rodríguez
José María Rodríguez Rodríguez, más conocido como "Mayía" Rodríguez, (Santiago de Cuba, Capitanía General de Cuba, 13 de junio de 1849 - La Habana, Cuba, 25 de mayo de 1903) fue un militar cubano que participó en las Guerras de la Independencia cubanas, en el bando libertador.

## Guerra de los Diez Años
Se alzó en Santiago de Cuba a finales de 1868, incorporándose al Estado Mayor del mayor general Donato Mármol, de quien fue ayudante y posteriormente jefe de los ayudantes.
Al morir Mármol se subordinó al entonces teniente coronel Policarpo Pineda Rustán. Combatió en Hato del Medio y Cayo Rey. Durante la campaña de Guantánamo se destacó en el combate de Cafetal de La Indiana. En el combate de Naranjo-Mojacasabe, 10 de febrero de 1874, una bala se le alojó en la rodilla y lo dejó lisiado. No obstante participó en la Batalla de las Guásimas del 15 al 19 de marzo de 1874.
El 26 de agosto de 1874 lo ascendieron a teniente coronel, llevó a cabo la acción de Sabanas de Bío, donde obligó a una columna española a dispersarse y no continuar la persecución del mayor general Antonio Maceo, quien estaba gravemente herido. En febrero de 1878 tuvo destacada participación en el combate del camino de San Ulpiano, junto a Maceo. Participó en la Protesta de Baraguá, tras la cual fue ascendido a Coronel.

## Guerra Chiquita y Tregua Fecunda
Tomó parte en la preparación de la Guerra Chiquita; pero fue detenido en marzo de 1879 y enviado a la cárcel del castillo de Mahón, en España, donde permaneció 3 años. Ya en libertad, se estableció en Santo Domingo, República Dominicana, donde estrechó los lazos con otros emigrados cubanos. En representación del General en Jefe Máximo Gómez firmó la orden de alzamiento para dar inicio a la Guerra Necesaria, junto a José Martí y Enrique Collazo, el 29 de enero de 1895.

## Guerra Necesaria
El 26 de junio de 1895 partió de Santo Domingo al frente de una expedición, en el vapor Geo W. Childs. El mal tiempo y las pésimas condiciones de la embarcación para navegar lo obligaron a dirigirse a Pine Key, Florida, donde se unió a los expedicionarios del vapor James Woodall, bajo el mando de Carlos Roloff. Desembarcaron por Tayabacoa, límite entre Trinidad y Sancti Spíritus, el 24 de julio de 1895.
El 1 de septiembre de 1896 fue sometido a un consejo de guerra acusado de incumplir la orden del Mayor General Antonio Maceo de que reforzara el occidente de la isla al frente de 200 hombres. En ese juicio resultó absuelto. El Consejo de Gobierno le confirió el grado de Mayor General el 16 de diciembre de 1896, con antigüedad al 24 de julio de 1895. Figuró entre los nueve generales cubanos invitados por los interventores norteamericanos a la ceremonia de cambio de poderes del 1 de enero de 1899. Acompañó a Gómez en su entrada triunfal en La Habana, el 24 de febrero de 1899.

## Últimos años y muerte
Se licenció el 1 de junio de 1899 y ocupó el cargo de director de la Casa de Beneficencia y Maternidad. Participó en la política en los primeros años de paz. Murió de tuberculosis en La Habana, el 25 de mayo de 1903. En su honor se bautizó una avenida de La Habana. José Martí lo calificó como "el más virtuoso de los compañeros".